# TUSMA
TUSMA (Abkürzung für Telefoniere und Studenten machen alles) war eine 1949 von Studenten der Technischen Universität Berlin gegründete studentische Arbeitsvermittlung in West-Berlin und später in Gesamtberlin, die 2005 Insolvenz anmeldete. Die TUSMA war ein eingetragener Verein mit einer Ausnahmegenehmigung zur Arbeitsvermittlung. Die Gründung der TUSMA erfolgte unter anderem, weil die Ost-Berliner Machthaber politisch missliebigen Studenten die Stipendien verweigerten. Die Studenten waren somit auf einen Zuverdienst angewiesen. Der erste Auftrag war die Reparatur einer Klingel. Zeitgleich zur TUSMA, die in der Hardenbergstraße residierte und neben Studenten der Technischen Universität auch die der damaligen Universität der Künste sowie der Technischen Fachhochschule betreute, wurden die Heinzelmännchen als studentische Arbeitsvermittlung an der Freien Universität gegründet. Sie wurden später vom Studentenwerk Berlin übernommen und waren somit im Gegensatz zur TUSMA ein Projekt des Studentenwerks, das eine Anstalt des öffentlichen Rechts ist. Die Heinzelmännchen existierten bis 2019.

## Blütezeit der TUSMA
Während der Zeit der Berliner Mauer erhielten Arbeitnehmer in Berlin die Berlinzulage, dies betraf auch die Studenten. Somit hatten die Studenten einen hohen Anreiz sich über die TUSMA vermitteln zu lassen, da sie trotz Provisionszahlung an die TUSMA noch zusätzlich Geld von der TUSMA ausbezahlt bekamen, daher wurden auch längerfristige Arbeitsverhältnisse gern über die TUSMA abgewickelt.
Da viele Studenten vor ihrem Studium bereits eine abgeschlossene Ausbildung oder Lehre hatten, konnten Arbeitgeber Studenten mit speziellen Fachkenntnissen über die Fachvermittlung anfordern. Somit hatten Unternehmen die Möglichkeit kurzfristige Engpässe bei Fachkräften auch mit kompetenten Studenten auszugleichen. Nach dem Fall der Mauer fiel auch die Berlinzulage weg, und es gab für die Studenten kaum noch einen Anreiz sich über die TUSMA vermitteln zu lassen. Besonders die längerfristigen Arbeitsverhältnisse wurden nach der ersten Vermittlung oft direkt mit den Arbeitgebern abgeschlossen um die Provision zu sparen.

## SondervermittlungTUSMA-Weihnachtsmannaktion
Besonders bekannt waren die studentischen Weihnachtsmänner und Engel der TUSMA, die vor Weihnachten vermittelt wurden. Die Tätigkeit als Weihnachtsengel oder Weihnachtsmann setzte einen Besuch bei den Familien voraus, für deren Kinder die Bescherung am 24. Dezember vorgesehen war. Bei der Vorbesprechung wurden von den Eltern persönliche Informationen über die zu bescherenden Kinder mitgeteilt und die Besuchszeit zur Übergabe der Geschenke vereinbart. Ab 2000 bis zum Ende der TUSMA kooperierten die Weihnachtsmänner gemeinsam mit den Heinzelmännchen als „der Berliner Weihnachtsmann“ und führten Bescherungen in Spitzenzeiten zu Weihnachten in bis zu 10.000 Berliner Familien durch.
Die TUSMA finanzierte sich ausschließlich durch die Vermittlungsprovisionen der eingetragenen Studenten, während die Heinzelmännchen durch Mittel des Studentenwerks finanziert wurden. Insbesondere die TUSMA-Weihnachtsmannaktion wurde von einer Gruppe Studenten organisiert, die den von der TUSMA finanzierten „Oberweihnachtsmann“ tatkräftig und kreativ mit unbezahlten Telefondiensten unterstützte. Der Erfolg dieses Konzeptes zeigte sich dadurch, dass die Weihnachtsmannaktion immer noch mehr Aufträge hatte, als die Werbemittel der TUSMA für die Weihnachtsmannaktion drastisch gekürzt werden mussten und nur noch die Heinzelmännchen die Stadt plakatierten. Nach der deutschen Wiedervereinigung stiegen die Auftragszahlen der Weihnachtsmannaktion derart, dass zum ersten Mal bezahlte studentische Telefonkräfte eingesetzt werden mussten. Diese wurden durch die erhöhten Provisionen der vermittelten Studenten finanziert. Die TUSMA-Weihnachtsmannaktion war auch die erste, die nach langer Pause wieder Weihnachtsengel in Begleitung von Weihnachtsmännern vermittelte. Die Heinzelmännchen folgten dem erst Jahre später. Nach internen Streitigkeiten erfolgten im Jahr 2004 Ausgründungen unter anderem der Berliner Weihnachtsmannzentrale durch einen ehemaligen TUSMA-Studenten, der es allen Bürgern ermöglichte an Heiligabend als Weihnachtsmann und -engel in Berlin und Umland aufzutreten, unabhängig vom Studentenstatus. Die ersten Akteure der Berliner Weihnachtsmannzentrale stammten zu einem großen Teil aus dem Pool ehemaliger TUSMA- und Heinzelmännchen-Weihnachtsmänner, die weiterhin nach ihrem Studium diese Tätigkeit ausüben wollten und dies bei den studentischen Arbeitsvermittlungen nicht mehr durften.
Die gemeinnützige TUSMA war auch ein logistisches Unikum; als erste in der deutschen Geschichte durfte sie die Lohnsteuern der Studierenden verrechnen und fungierte somit als effiziente Schnittstelle zwischen Finanzamt und den Arbeitgebern. Zeitweise waren bei der TUSMA 20.000 Mitglieder eingeschrieben. Somit wurde die studentische Kultur West-Berlins über 50 Jahre auch von der TUSMA mitgeprägt.

## Sonstiges
Zu Zeiten, als die Weihnachtsmänner der TUSMA noch in Konkurrenz zu den Weihnachtsmännern der Heinzelmännchen standen, bestellten die TUSMA-Weihnachtsmänner für ihre eigene Weihnachtsfeier einen Weihnachtsmann von den Heinzelmännchen.